# Wiesław Giler
Wiesław Giler (ur. 1 lipca 1954 w Warszawie, zm. 2 lutego 2010) – polski przedsiębiorca, wieloletni kibic Legii Warszawa, popularyzator kibicowskiego środowiska Legii, założyciel i wieloletni redaktor naczelny pisma „Nasza Legia”.

## Życiorys
Prowadził sieć sklepów spożywczych „Pelcowizna”. W latach 90. XX wieku zaczął wspierać Legię w akcjach marketingowych skierowanych do kibiców.
W 1997 założył magazyn „Nasza Legia”. Był pierwszym pismem w ogólnokrajowej dystrybucji poświęconym jednemu klubowi. Ogółem ukazało się 559 jego wydań. Kierowany przez niego tygodnik ukazywał się do 2007. Potem tytuł przejęła Grupa ITI.
Z inicjatywy Gilera zrealizowane zostały flagi na potrzeby opraw meczowych, m.in. Wielka Flaga, Panorama Warszawy i wiele innych przedsięwzięć.
Był pomysłodawcą odgrywania przed każdym meczem utworu Sen o Warszawie.
Zmarł po długiej chorobie. Został pochowany na cmentarzu w Tarchominie 6 lutego 2010.

## Upamiętnienie
7 kwietnia 2018 przed ligowym meczem Legii Warszawa z Pogonią Szczecin, na Stadionie Wojska Polskiego odbyło się uroczyste odsłonięcie tablicy upamiętniającej Wiesława Gilera oraz nadanie trybunie prasowej Legii jego imienia.